# Região Metropolitana de Jacarta
A Região Metropolitana de Jacarta, na Indonésia, corresponde à aglomeração formada pelas cidades ao redor de Jacarta, totalizando quase 19 milhões de habitantes, ou 8,6 % da população do país.

## Principais cidades
- 1. Jacarta - 10.562.088
- 2. Bogor - 4.100.934
- 3. Regência de Tangerang - 3.194.282
- 4. Bekasi - 1.994.850
- 5. Regência de Bekasi - 1.953.380
- 6. Depok - 1.490.000
- 7. Tangerang - 1.488.666